# Zivijei kincs
A zivijei kincs műkincsek összefüggő tárgyegyüttesként kezelt gyűjteménye, melynek lelőhelyeként az Északnyugat-Irán Kurdisztán tartományában, Szakkez város közelében található Zivije vár környékét jelölik meg. A közbeszédben gyakran kerül összekapcsolásra a szkíta művészettel. Feltételezett darabjai közt megtalálhatók arany-, ezüst-, bronz-, terrakotta-, illetve elefántcsont tárgyak.

## A megtalálásról

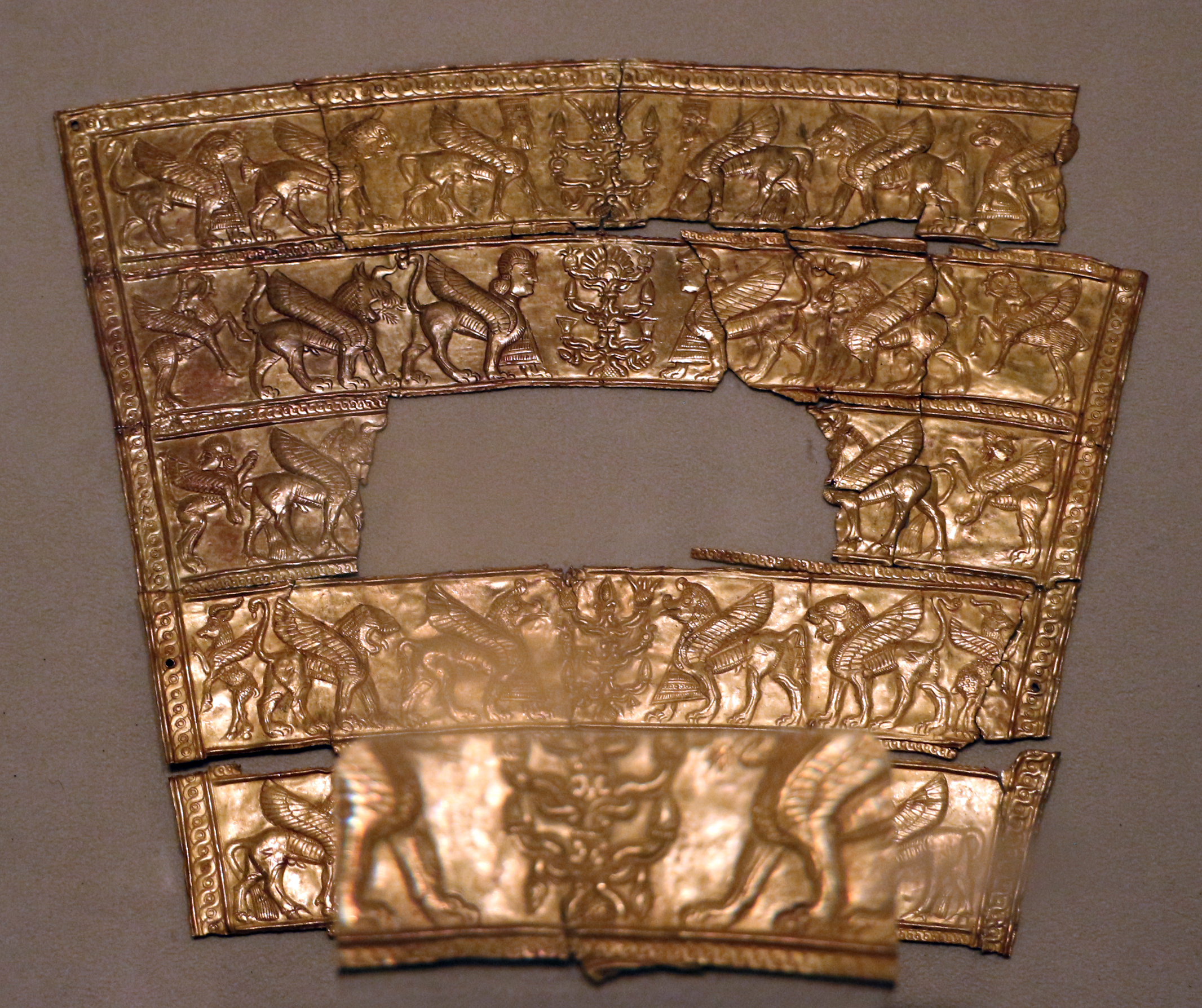
Aranyplakett a Cincinnati Művészeti Múzeum kiállításán

Elsőként André Godard tett említést a kincs három darabjáról 1948-ben a Cernuschi-múzeum iráni művészetről szóló katalógusának lapjain, ám ekkor még nem került megnevezésre a konkrét tárgycsoport. A következő néhány évtizedben számos műgyűjtő és szakértő foglalkozott a kinccsel, részben az akörül kialakult élénk vita okán. Még évtizedekkel később is kerültek elő darabok, amelyeket megalapozott háttér nélkül igyekeztek Zivijéhez kapcsolni, sőt, már ismert tárgyakat ugyancsak összefüggésbe hoztak a magukban is kérdéses eredetű elemek díszítésével.

## Kérdések a részletek körül

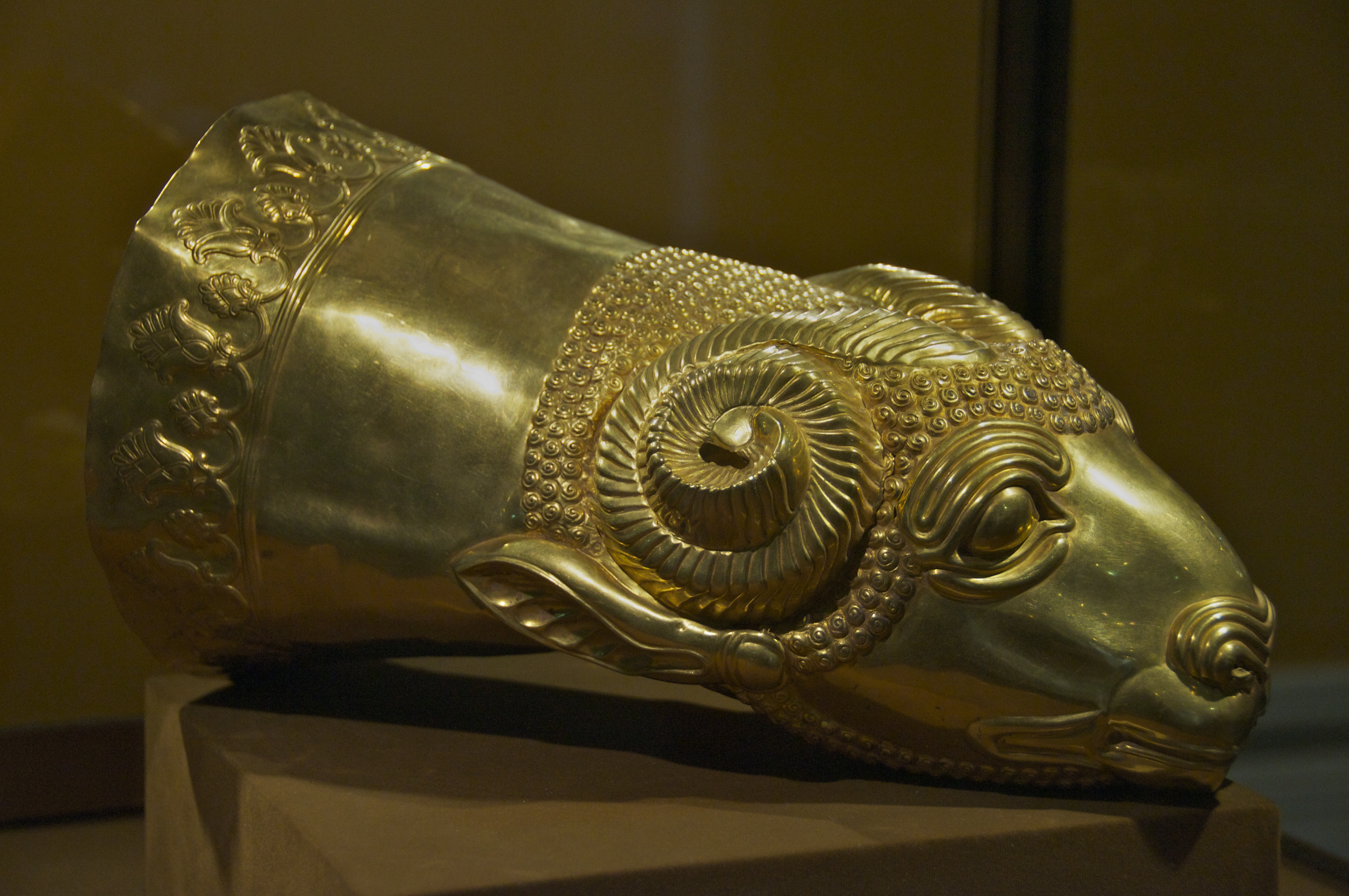
Kosfej alakú aranytárgy a teheráni Riza Abbászi Múzeum gyűjteményében

A tény, hogy a feltételezett kincs darabjai közül egy sem ásatásról került elő, hanem mind műgyűjtőkön és kereskedőkön keresztül jelent meg, már magában szokatlan. Ezt egészíti ki, hogy a zivijei kincsről beszámoló publikációk is teljesen eltérően írják le a megtalálás idejét, helyét és részleteit úgy általában. Yedda Godard szerint egy fiatal juhász akadt rá az első aranydarabokra, Helene J. Kantor alapján házaik padlójának javításához földet kereső nők, van Ufford alapján pedig szántók. Az iráni Kurdisztán tartományon belüli pontos hely hasonlóan eltérő módokon kerül leírásra: Godard először egy dombtetőt, majd egy, a domb tetejéhez közeli helyet jelöl meg, Roman Ghirshman ugyanebben az évben egy domboldalt, Porada egy fellegvár falai alatt található részt, Dyson egy lejtőn lévő vízmosás mélyét. A szerzők a megtalálás idejére vonatkozóan ugyancsak eltérően írnak: A Godard házaspár először 1947-et jelöli meg, Ghirshman „az utolsó nagy háború idejét, később ő is 1947-re változtatja, Schefold és Sulimirski 1946-ot írnak, Carter pedig 1928-at. A ziwijei kincsről Oscar White Muscarella 1977-ben írt összefoglaló jellegű cikket, melyben kronologikus rendben vette végig a kérdés kapcsán nyilatkozó személyeket, szövegeket és a kincshez sorolt tárgyakat, lerántva a leplet az adatbeli hiányosságokról. Ma a zivijei kincshez sorolt tárgyak nagy része különböző gyűjtők és múzeumok tulajdonában van.

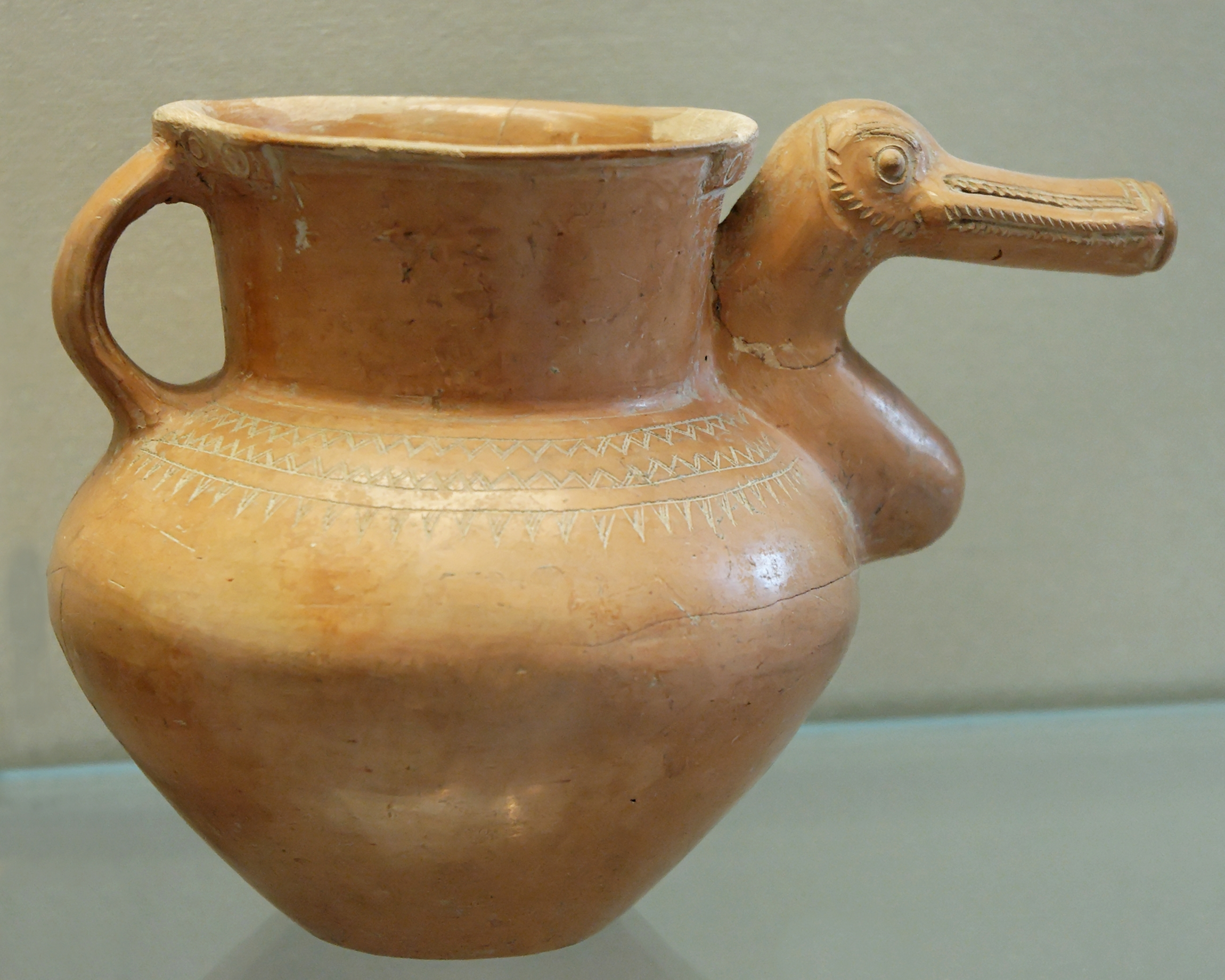
Váza a Louvre-ban kiállítva. Fényezett és karcolással díszített terrakotta tárgy kacsa alakú kifolyóval és háromszög díszítéssel a vállán

## Ásatások Zivijében
Muscarella témában írt cikkének megjelentével körülbelül egy időben, 1977 és 1978 között ásatások zajlottak a lelőhelyen, mely során 19 pecsét került napvilágra. A pecsétek fajanszból, mázas vagy mázatlan kompozit anyagból, illetve egyiptomi kékből készültek. Ezek közül 17 az Irán északnyugati részén igencsak elterjedt, geometrikus stílus jegyeit viseli magán; általában egy vagy két átlós sraffozás sávot, vízszintes és/vagy átlós vonalak függőleges sorait, továbbá ékminták, illetve rombuszok függőleges sorait tartalmazzák. A tárgyakról anyagukból kiindulva feltételezhető, hogy helyben készültek, stílusuk és ikonográfiájuk ugyanakkor közel áll az újasszír műhelyek termékeiéhez, melyre magyarázatot adhatna Északnyugat-Iránban letelepedett asszír művészek jelenléte. Az ásatás során előkerült mázas minták közül kettőt az elmúlt években petrolkémiai elemzés, elektronszondás mikroanalízis, optikai mikroszkópia, továbbá visszaszórt elektronképalkotás segítségével sikerült más északnyugat-iráni darabokhoz kötni, ezek kimondottan sok hasonlóságot mutattak a Qalaichiben talált társaikkal. 1976-ban Peter Calmeyer, Gerd Weisgerber és Stephan Kroll az éppen csak megkezdett ásatások idején látogatták meg a lelőhelyet. A hátramaradt ásatási szemétből ottartózkodásuk idején többek közt vasból készült, levél formára hajazó nyílhegyek kerültek elő, melyek általában 5–6 cm hosszúak voltak. Az ásatások 1979-ben megszakadtak, és csak 1995-ben tudták őket folytatni.